# Werner Stadler
Werner Stadler (* 15. Juli 1957 in Schärding) ist ein österreichischer Politiker (SPÖ). Stadler war von 2002 bis 2015 aus dem Bundesland Oberösterreich entsandtes Mitglied des österreichischen Bundesrats.

## Werdegang
Nach dem Besuch der Volksschule Wernstein (1963–1968) und der Hauptschule in Schärding (1968–1972) erlernte Stadler den Beruf des Maschinenschlossers (1972–1976). Als Bediensteter der ÖBB arbeitete er von 1976 bis 2002 beim Technischen Wagendienst. Seit 1989 ist er Ortsparteivorsitzender der SPÖ Wernstein.
Stadler ist seit 1991 Mitglied des Gemeinderates von Wernstein, Mitglied des Gemeindevorstandes seit 1995. Seit 2001 ist er Bezirksparteivorsitzender der SPÖ Schärding. Im Jahr 2002 wurde er Mitglied des Landesparteivorstandes der SPÖ Oberösterreich. Am 10. Dezember 2002 wurde Werner Stadler erstmals als vom oberösterreichischen Landtag entsandtes Mitglied des Bundesrates angelobt und trat damit die Nachfolge seines ausgeschiedenen Parteikollegen Ferdinand Gstöttner an. Ab 16. Juni 2015 war er dabei auch stellvertretender Klubvorsitzender des  Klubs der sozialdemokratischen Abgeordneten zum Nationalrat, Bundesrat und Europäischen Parlament. Nach fast 13 Jahren Mitgliedschaft im Bundesrat schied Stadler am 22. Oktober 2015 nach der Landtagswahl in Oberösterreich 2015 aus dem Bundesrat aus.

## Auszeichnungen
- 2013: Großes Silbernes Ehrenzeichen für Verdienste um die Republik Österreich
- 2016: Goldenes Ehrenzeichen des Landes Oberösterreich[1]